# ماريا دويل كينيدي
ماريا دويل كينيدي (بالإنجليزية: Maria Doyle Kennedy)‏ (و. 1964 – م) هي ممثلة، وموزعة (موسيقى)، وملحنة، ومغنية من جمهورية أيرلندا .

## التعليم
تعلمت في كلية الثالوث (دبلن)

## روابط خارجية
- ماريا دويل كينيدي على موقع IMDb (الإنجليزية)
- ماريا دويل كينيدي على موقع قاعدة بيانات الأفلام العربية
- ماريا دويل كينيدي على موقع ألو سيني (الفرنسية)
- ماريا دويل كينيدي على موقع ميوزك برينز (الإنجليزية)
- ماريا دويل كينيدي على موقع أول موفي (الإنجليزية)
- ماريا دويل كينيدي على موقع أول موفي (الإنجليزية)
- ماريا دويل كينيدي على موقع قاعدة بيانات الأفلام السويدية (السويدية)
- ماريا دويل كينيدي على موقع ديسكوغز (الإنجليزية)
- ماريا دويل كينيدي على موقع قاعدة بيانات الفيلم (الإنجليزية)
- ماريا دويل كينيدي على موقع كينوبويسك (الروسية)